# Агустін Родрігес
Агустін Родрігес Сантьяго (ісп. Agustín Rodríguez Santiago, нар. 10 вересня 1959, Марін, Іспанія) — іспанський футболіст, що грав на позиції воротаря. П'ятиразовий чемпіон Іспанії, дворазовий володар Кубка Іспанії з футболу, дворазовий володар Суперкубка Іспанії з футболу, дворазовий володар Кубка УЄФА. 
Виступав, зокрема, за клуб «Реал Мадрид».

## Ігрова кар'єра
Народився 10 вересня 1959 року в місті Марін. Вихованець футбольної школи клубу «Реал Мадрид».
У дорослому футболі дебютував 1978 року виступами за команду клубу «Реал Мадрид Кастілья», в якій провів два сезони, взявши участь у 49 матчах чемпіонату. 
1980 року перейшов до першої команди «Реал Мадрид». Відіграв за королівський клуб наступні десять сезонів своєї ігрової кар'єри. За цей час п'ять разів виборював титул чемпіона Іспанії, ставав володарем Суперкубка Іспанії з футболу, володарем Кубка УЄФА (двічі). Проте більшість часу, проведеного в королівському клубі, був резервним голкіпером.
Завершив професійну ігрову кар'єру у клубі «Тенерифе», за команду якого виступав протягом 1990—1994 років.

## Титули і досягнення

### Командні
- Чемпіон Іспанії (5):

«Реал Мадрид»:  1985-1986, 1986-1987, 1987-1988, 1988-1989, 1989-1990
- Володар Кубка Іспанії (2):

«Реал Мадрид»:  1981-1982, 1988-1989
- Володар Кубка іспанської ліги (1):

«Реал Мадрид»:  1985
- Володар Суперкубка Іспанії (2):

«Реал Мадрид»:  1988, 1989
- Володар Кубка УЄФА (2):

«Реал Мадрид»:  1984-1985, 1985-1986

### Особисті
Володар Трофею Самори: 1982-1983